# Standesinitiative
Eine Standesinitiative (genannt auch Kt.Iv.) ist in der Schweiz ein Entwurf oder eine allgemeine Anregung zu einer Verfassungsänderung, einem Gesetz oder einem Bundesbeschluss, den bzw. die ein Kanton (Stand) der Bundesversammlung einreicht. Die Grundlage dafür findet sich in Art. 160 der Bundesverfassung. Die Details sind im Parlamentsgesetz (Art. 115 ParlG) geregelt.
Eine Standesinitiative wird wie eine parlamentarische Initiative behandelt (Art. 117 ParlG). Im Durchschnitt wurden in den 10 Jahren 2009–2018 ca. 25 Standesinitiativen pro Jahr eingereicht. Dieses Vorschlagsrecht ist grundsätzlich sowohl dem Vorschlagsrecht des Bundesrates (Bundesregierung) als auch dem Vorschlagsrecht einzelner Parlamentarier (parlamentarische Initiative) gleichgestellt.
Die Standesinitiativen werden in der parlamentarischen Geschäftsdatenbank Curia Vista nachgewiesen.
Die Standesinitiative ist nicht zu verwechseln mit dem Kantonsreferendum.

## Verfahren
Die Kantone sind frei darin zu entscheiden, welches Organ eine Standesinitiative anstrengen kann. Je nach Kanton werden sie von der Exekutive oder der Legislative – d. h. entweder von der gesetzgebenden Versammlung oder direkt vom Volk – angestrengt; in allen Kantonen reichen die Parlamente die Standesinitiativen bei der Bundesversammlung ein. In den meisten Kantonen steht dieses Recht der Legislative zu; in St. Gallen (Art. 74 Abs. 3 KV SG) übt die Exekutive dieses Recht subsidiär aus, in Graubünden gleichberechtigt (Art. 59 Abs. 1 KV GR). In den Kantonen Zürich (Art. 23 lit. d KV ZH), Uri (Art. 27 Abs. 2 KV UR), Obwalden (Art. 58 lit. b KV OW), Zug (§ 35 Abs. 1 KV ZG), Solothurn (Art. 29 Abs. 1 lit. d KV SO), Schaffhausen (Art. 27 Abs. 1 lit. d KV SH), Graubünden (Art. 59 Abs. 2 KV GR), Thurgau (§ 28 KV TG) und Jura (Art. 75 Abs. 2 KV JU) können Standesinitiativen mit einer Volksinitiative ausgelöst werden.
Eine Standesinitiative durchläuft auf Bundesebene ein zweistufiges Verfahren. Zunächst prüfen die zuständigen Parlamentskommissionen des National- und Ständerates, ob dem Vorschlag Folge zu geben ist. Geprüft wird dabei, ob ein Regelungsbedarf besteht und ob das Vorgehen auf dem Wege der Standesinitiative zweckmässig ist. Wird einer Initiative Folge gegeben, so arbeitet die zuständige Kommission des Rates, in dem die Initiative eingereicht wurde, eine Vorlage aus und unterbreitet diese dem Plenum.

## Wirkung
Die Standesinitiative ist ein in der Praxis beinahe bedeutungsloses Mitwirkungsrecht der Kantone – nur die Kantone St. Gallen und Genf machen davon rege Gebrauch.